# 卡尔·曼尼希
卡尔·曼尼希（德語：Carl Mannich，1877年3月8日—1947年3月5日）是德国化学家。1927年至1943年担任柏林洪堡大學药物化学教授。他知名于对哌啶、罂粟碱、内酯和毛地黄-糖苷的研究。
他于1912年用沙利比林和乌洛托品反应，得到了一个难溶于水的沉淀。后来被命名为曼尼希反应。